# Лемертс, Жулия
Жулия Лемертс (порт. Júlia Lemmertz, род. 18 марта 1963, Порту-Алегри) — бразильская актриса.

## Биография
Жулия Лемертс родилась в Порту-Алегри. В детстве очень хотела стать ветеринаром, но потом передумала и пошла по стопам родителей Лилиан Леммерц и Линнеу Диаса, которые были актёрами. В 18 лет успешно прошла пробы в теленовеллу «Подросток» и с тех пор снялась более чем в 15 телесериалах, девяти художественных фильмах и десятке спектаклей, в большинстве которых она работала в паре с мужем Алешандри Боржесом. У неё двое детей — Луиза, от первого брака, и Мигель.

## Телесериалы
- Чем больше жизни, тем лучше (2021—2022) — Кармен Уолингер
- Зеркало жизни (2018—2019) — Анна Валенсия/дона Пьедаде
- В кругу семьи[англ.] (Em Família) (2014) — Элена
- Изысканная гравюра[англ.](Fina Estampa) (2011) — Эстер
- Жуселину Кубичек (JK) (2006)
- Знаменитость[англ.] (Celebridade) (2003) — Ноэмия
- Поцелуй вампира[англ.] (O Beijo do Vampiro) (2002) — Марта
- Берег мечты (Porto dos Milagres) (2001) — Жинезия Перейра
- Amor Que Fica (1999)
- Ate a Amizade Nos Separar (1999)
- Um Copo de Colera[англ.] (1999)
- Воздушные замки (Andando Nas Nuvens) (1999—2000) — Лусия-Елена
- A Hora Magica (1998) — Лусия
- Tiradentes (1998) — Антония
- Mangueira — Amor a Primeira Vista (1997)
- Zaza (1997) — Фабиана
- Quem E Voce? (1996) — Дебора
- Jenipapo (1995) — Жулия
- Guerra Sem Fim (1993) — Флавия
- Na Rede de Intrigas (1991) — Тереза
- Amazonia (1991) — Мария Луиза
- Ilha das Bruxas (1991)
- Lua de Cristal (1990)
- Mae de Santo (1990)
- Kananga do Japao (1989)
- Carmem (1987) — Микаэла
- A Cor do seu Destino (1986) — Патрисия
- Mania de Querer (1986)
- Tenda dos Milagres (1985)
- Amor com Amor Se Paga (1984)
- Eu Prometo (1983)
- Sabor de Mel (1983)
- Moinhos de Vento (1983)
- Ninho da Serpente (1982) — Мариана
- Os Adolescentes (1981) — Бия

## Фильмография
- От начала до конца (2009) — мать